# Stea variabilă de tip Gamma Cassiopeiae

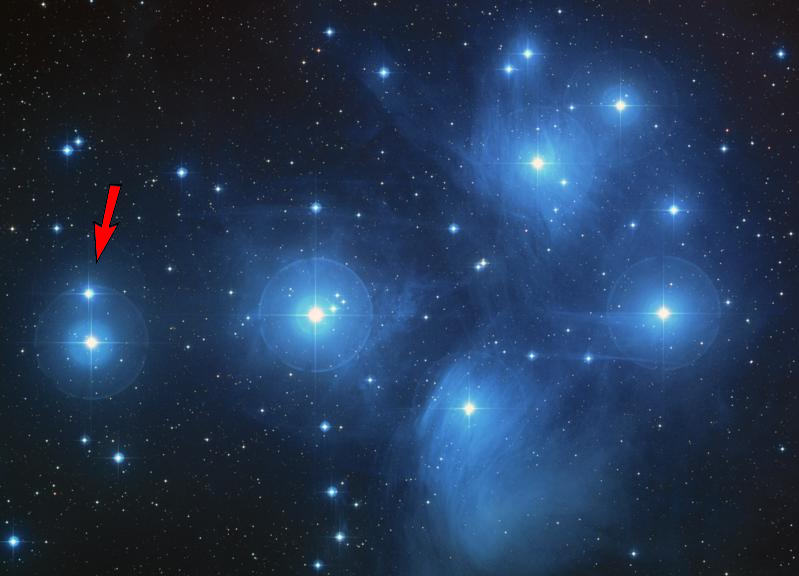
Situarea stelei Pleione în roiul Pleiadele, stea reprezentativă în rândul stelelor variabile de tip Gamma Cassiopeiae.

Stelele variabile de tip Gamma Cassiopeiae (în unele lucrări este uneori denumită stea scoică, din engleză Shell star) sunt acele stele care prezintă variații neregulate ale luminozității lor create prin ejecțiile de materie ale stelei. Acestea sunt stele tipice de tip spectral B din secvența principală sau stele gigante și ale căror fluctuații de luminozitate pot atinge 1,5 magnitudini.
Prototipul lor este Gamma Cassiopeiae.
În afară de Gamma Cassiopeiae se poate aminti încă o stea reprezentativă din această clasă de stele variabile; 27 Canis Majoris.
În tabelul următor sunt prezentate unele din cele mai reprezentative variabile de tip Gamma Cassiopeiae.
| Nume        | Denumirea Bayer     | Tip spectral | Magnitudine aparentă |
| ----------- | ------------------- | ------------ | -------------------- |
| Tsih        | Gamma Cassiopeiae   | B0.5 IVe     | 1,60 - 3,00          |
|             | Eta Centauri        | B1.5 IVe     | 2,30 - 2,41          |
|             | Delta Centauri      | B2 IVne      | 2,51 - 2,65          |
| Phact       | Alpha Columbae      | B7 IVe       | 2,62 - 2,66          |
| Gomeisa     | Beta Canis Minoris  | B8 Ve        | 2,84 - 2,92          |
|             | Zeta Tauri*         | B2 IV        | 2,88 - 3,17          |
|             | Kappa Canis Majoris | B1.5 IVe     | 3,78 - 3,97          |
| Pleione     |                     | B8Vpe        | 4,77 - 5,50          |
| EW Lacertae |                     | B4 IIIpe     | 5,22 - 5,48          |

* Zeta Tauri este și o  stea binară cu eclipse.